# Clérac
Clérac is een gemeente in het Franse departement Charente-Maritime (regio Nouvelle-Aquitaine). De plaats maakt deel uit van het arrondissement Jonzac. Clérac telde op 1 januari 2022 1.026 inwoners.

## Geografie
De oppervlakte van Clérac bedroeg op 1 januari 2022 43,08 vierkante kilometer; de bevolkingsdichtheid was toen 23,8 inwoners per km².
De onderstaande kaart toont de ligging van Clérac met de belangrijkste infrastructuur en aangrenzende gemeenten.

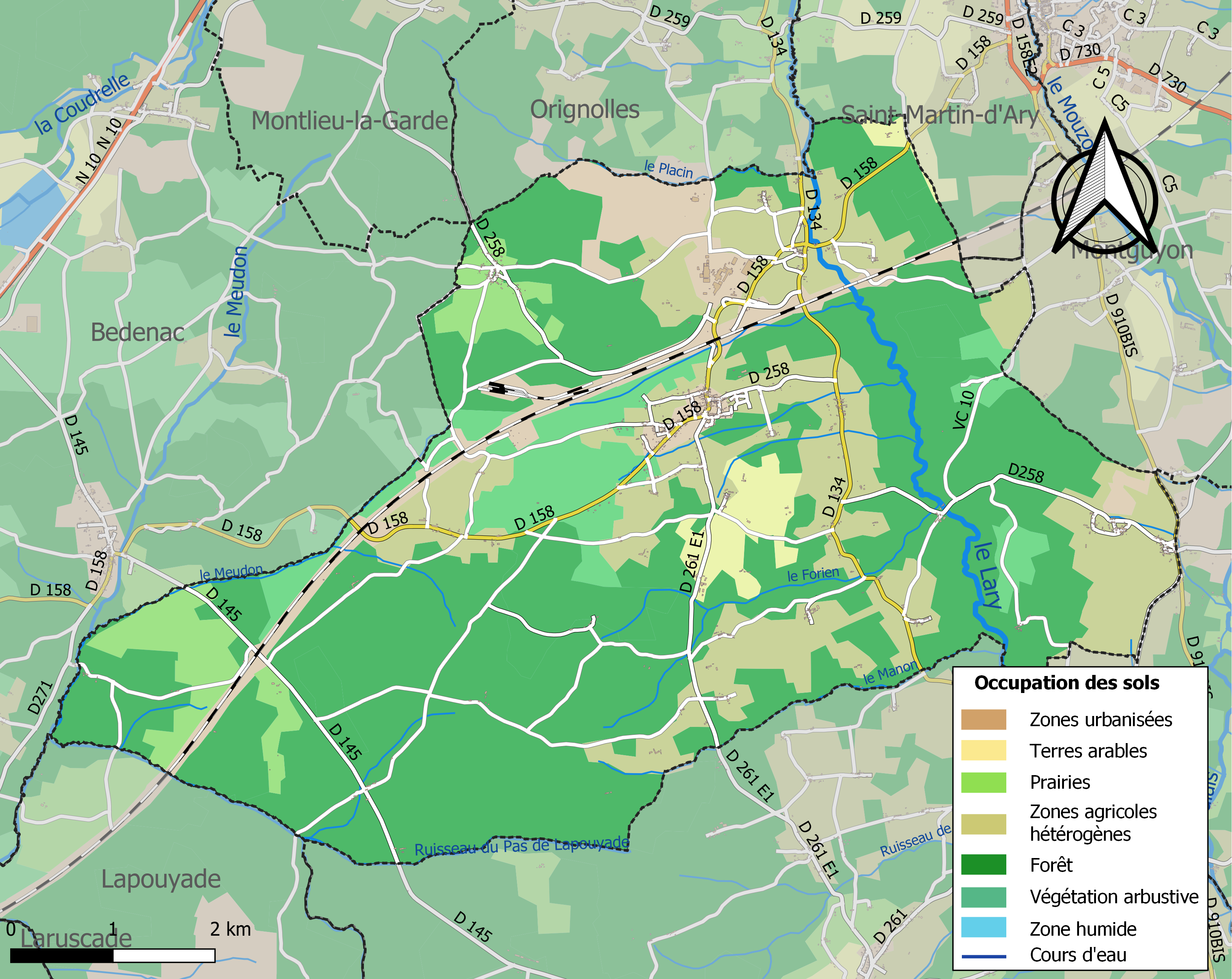

## Demografie
Onderstaande figuur toont het verloop van het inwonertal (bron: INSEE-tellingen).